# Heinz Gerstinger

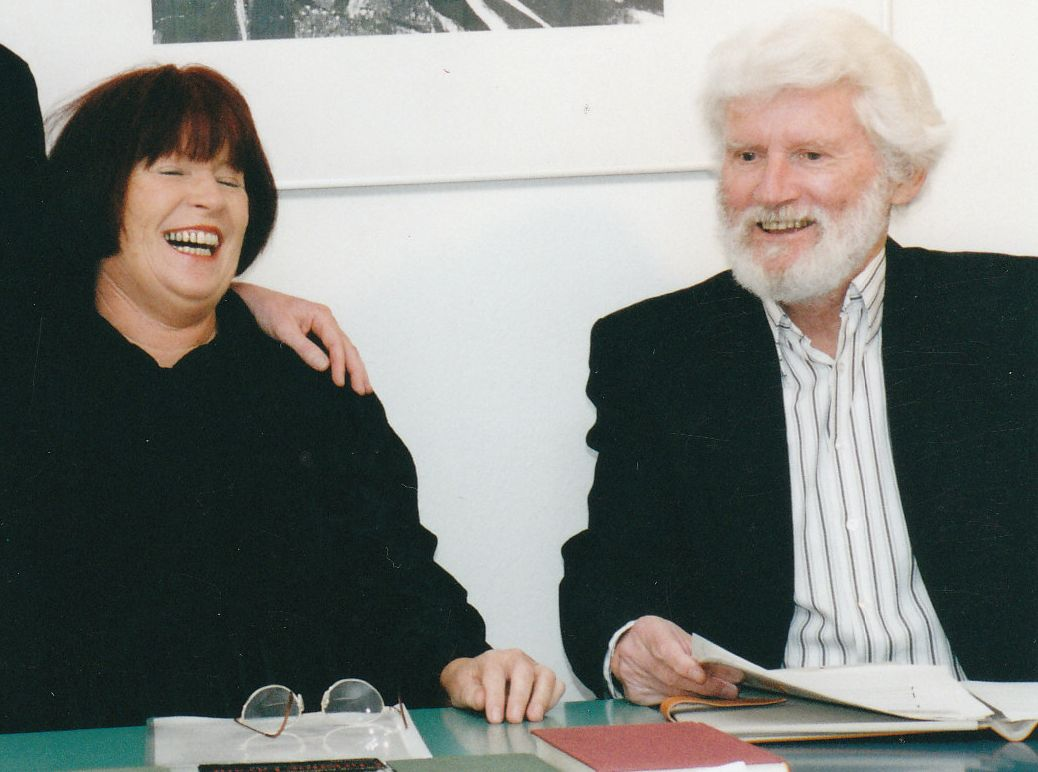
Heinz Gerstinger avec sa femme Erika Santner

Heinz Gerstinger (né le 13 octobre 1919 à Vienne et mort le 28 avril 2016) est un écrivain, dramaturge et historien autrichien.

## Biographie
Heinz Gerstinger a étudié  l'histoire et la dramaturgie à l'université de Vienne. Il a travaillé aux universités de Graz et de Vienne ainsi qu'aux théâtres de Graz, d'Augsbourg et de Vienne. Il a publié  des articles dans des revues et des journaux et il a travaillé  pour la Radio et laTélévision autrichienne. Heinz Gerstinger était membre du P.E.N. Autriche et de l'association Österreichischer Schriftstellerverband.

## Œuvres

### Films
- Comme acteur : Bernhard Wicki (directeur) : Das falsche Gewicht selon le livre de Joseph Roth[1]

### Littérature
- Calderón, Velber Hannover, Friedrich 1967
- Spanische Komödie - Lope de Vega und seine Zeitgenossen, Velber Hannover, Friedrich 1968
- Theater und Religion heute, 1972
- Der Dramatiker Anton Wildgans, 1981
- Österreich, holdes Märchen und böser Traum - August Strindbergs Ehe mit Frida Uhl, Herold, Vienne 1981
- Der Dramatiker Hans Krendlesberger, Wagner Innsbruck 1981
- Wien von gestern - ein literarischer Streifzug durch die Kaiserstadt, Edition Wien, Vienne 1991  (ISBN 3-85058-073-3)
- Frau Venus reitet... - Die phantastische Geschichte des Ulrich von Lichtenstein, 1995
- Ausflugsziel Burgen - 30 Burgen rund um Wien, Pichler, Vienne 1998  (ISBN 3-85431-158-3)
- Altwiener literarische Salons - Wiener Salonkultur vom Rokoko bis zur Neoromantik (1777-1907), Akademische Verlagsanstalt Salzburg 2002  (ISBN 3-9501445-1-X)
- Der heilige Dämon - Gregor VII, Faksimile Verlag, Graz/Salzbourg  (ISBN 3-9502040-0-8)